# Тина
„Тина“ (на английски: What's Love Got to Do with It) е американска биографична музикална драма от 1993 г. за живота на американската певица Тина Търнър, чиято роля се изпълнява от Анджела Басет, а Лорънс Фишбърн е в ролята на нейния съпруг Айк Търнър. Режисьор е Брайън Гибсън и е адаптация на автобиографична книга „Аз, Тина“, написан от Тина Търнър. Премиерата на филма се състои в Лос Анджелис на 6 юни 1993 г. и е пуснат по кината от „Тъчстоун Пикчърс“ на 25 юни 1993 г.